# Choque hidrostático
Choque hidrostático é um conceito de balística controverso de que um projétil penetrante (como uma bala) pode produzir uma onda de pressão que causa "dano neural remoto", "dano sutil nos tecidos neurais" e/ou "efeitos incapacitantes rápidos" em alvos vivos.
Também foi sugerido que os efeitos da onda de pressão podem causar fraturas ósseas indiretas à distância do trajeto do projétil, embora tenha sido mais tarde demonstrado que as fraturas ósseas indiretas são causadas por efeitos de cavidade temporários (tensão colocada no osso pelo deslocamento do tecido radial produzido pela formação da cavidade temporária).